# Волна (женский футбольный клуб, Нижний Новгород)
«Волна» — ранее существовавший российский женский футбольный клуб из города Нижний Новгород, основан в сентябре 1987 году и изначально назывался «Горьковчанка».

## Прежние названия
- «Горьковчанка» (Горький) — 1987—1990
- «Волна» (Нижний Новгород) — 1991—1994

## История
Команда успела[уточнить] принять участие в нескольких турнирах всесоюзного масштаба.
В марте 1989 года на предварительном этапе 3-го розыгрыша на приз еженедельника «Собеседник», проходившем в Москве горьковская команда провела четыре матча (одна ничья и три поражения), проиграв московской «Станке» — 0:5, каунасскому «Спорткомбинату» — 0:4, ереванской «Наири» — 0:1 и сыграв вничью с днепропетровским «Днепром» — 1:1.
В том же году «Горьковчанка» сыграла в групповом турнире Чемпионата ВДФСОП. Заняв 9 место из 10 участников, попала на турнир за 19-е место, но от участия в нём отказалась по финансовым причинам. В 1-м чемпионате России команда могла заявиться в Первую лигу, но финансы к началу чемпионата были не найдены, и команда заявилась во вторую лигу.
В 1990 году город Горький сменил название на Нижний Новгород, а команда стала именоваться «Волна».
С 1992 года выступала в Первой лиге чемпионата России. Сезон 1994 года оказался последним сезоном выступления нижегородской «Волны» в первенстве России. Из-за финансовых проблем команда прекратила существование.
В 1995 году игроки перешли в МФЖК "Виктория" Нижний Новгород и приняли участие в чемпионате России по мини-футболу 1995/1996.

## Достижения

### Титульные
- 13-е место во Второй лиге СССР: 1990
- 5-е место на зональном этапе Первой лиги СССР: 1991
- 5-е место Первой лиги России: 1994
- 1/8 финала Кубка России: 1994

### Матчевые
самые крупные победы
- 7:0 над «Аторис» в Первой лиге России в 1992 году
- 4:0 над «Казанью» в Кубке России в 1994 году

самые крупные поражения
- 0:9 от «Текстильщика» в Первой лиге России в 1994 году
- 1:11 от ЦСК ВВС в Кубке России в 1993 году

## Статистика выступлений
без учёта мячей забитых в сериях послематчевых пенальти
с учётом технических результатов

| Сезон                              | Клуб                               | Чемпионат ВДФСОП                   | Чемпионат ВДФСОП                   | Чемпионат ВДФСОП                   | Чемпионат ВДФСОП | Чемпионат ВДФСОП | Чемпионат ВДФСОП | Чемпионат ВДФСОП | Чемпионат ВДФСОП | Чемпионат ВДФСОП | Чемпионат ВДФСОП | Чемпионат ВДФСОП | Кубок         | Источники   |
| Сезон                              | Клуб                               | Лига                               | Этап                               | Место                              | И                | В                | Н                | П                | МЗ               | МП               | РМ               | О                | Кубок         | Источники   |
| ---------------------------------- | ---------------------------------- | ---------------------------------- | ---------------------------------- | ---------------------------------- | ---------------- | ---------------- | ---------------- | ---------------- | ---------------- | ---------------- | ---------------- | ---------------- | ------------- | ----------- |
| 1989                               | Горьковчанка (Горький)             | Высшая лига                        | Вторая зона                        | 9 из 10                            | 18               | 1                | 6                | 11               | 7                | 40               | -33              | 8                | не проводился | [ 1 ]       |
|                                    |                                    | Чемпионат СССР                     |                                    |                                    |                  |                  |                  |                  |                  |                  |                  |                  |               |             |
| 1990                               | Горьковчанка (Горький)             | Вторая лига                        | Вторая зона                        | 3 из 4                             | 15               | 5                | 1                | 9                | 13               | 30               | -17              | 11               | не проводился | [ 1 ] [ 2 ] |
| 1991                               | Волна (Нижний Новгород)            | Первая лига                        | Третья зона                        | 5 из 8                             | 14               | 6                | 2                | 6                | 22               | 26               | -4               | 14               | не участвовал | [ 1 ] [ 3 ] |
|                                    |                                    | Чемпионат России                   |                                    |                                    |                  |                  |                  |                  |                  |                  |                  |                  |               |             |
| 1992                               | Волна (Нижний Новгород)            | Первая лига                        | —                                  | 6 из 13                            | 24               | 10               | 8                | 6                | 36               | 26               | +10              | 28               | 1/16 финала   | [ 1 ] [ 4 ] |
| 1993                               | Волна (Нижний Новгород)            | Первая лига                        | —                                  | 6 из 11                            | 20               | 8                | 2                | 10               | 32               | 45               | -13              | 18               | 1/16 финала   | [ 1 ] [ 5 ] |
| 1994                               | Волна (Нижний Новгород)            | Первая лига                        | Основной турнир                    | 5 из 7                             | 12               | 5                | 2                | 5                | 19               | 25               | -6               | 12               | ⅛ финала      | [ 1 ] [ 6 ] |
| Итого Высшая лига ВДФСОП (1 сезон) | Итого Высшая лига ВДФСОП (1 сезон) | Итого Высшая лига ВДФСОП (1 сезон) | Итого Высшая лига ВДФСОП (1 сезон) | Итого Высшая лига ВДФСОП (1 сезон) | 18               | 1                | 6                | 11               | 7                | 40               | -33              |                  |               |             |
| Итого Вторая лига СССР (1 сезон)   | Итого Вторая лига СССР (1 сезон)   | Итого Вторая лига СССР (1 сезон)   | Итого Вторая лига СССР (1 сезон)   | Итого Вторая лига СССР (1 сезон)   | 15               | 5                | 1                | 9                | 13               | 30               | -17              |                  |               |             |
| Итого Первая лига СССР (1 сезон)   | Итого Первая лига СССР (1 сезон)   | Итого Первая лига СССР (1 сезон)   | Итого Первая лига СССР (1 сезон)   | Итого Первая лига СССР (1 сезон)   | 14               | 6                | 2                | 6                | 22               | 26               | -4               |                  |               |             |
| Итого Первая лига (3 сезона)       | Итого Первая лига (3 сезона)       | Итого Первая лига (3 сезона)       | Итого Первая лига (3 сезона)       | Итого Первая лига (3 сезона)       | 56               | 23               | 12               | 21               | 87               | 96               | -9               |                  |               |             |
| Всего                              | Всего                              | Всего                              | Всего                              | Всего                              | 103              | 35               | 21               | 47               | 129              | 192              | -63              |                  |               |             |

1. ↑  в сезоне 1989 «Горьковчанка» не поехала на турнир за 19-е место, таким образом клуб занял 24-е место в Высшей лиге ВДФСОП 1989
2. 1 2 3 4 5 6  в сезонах 1989—1994 очки начислялись таким образом: 2 очка за победу, 1 за ничью и 0 за поражение
3. ↑  в сезоне 1990 «Горьковчанка» не поехала на турнир за 9-е место, таким образом клуб занял 13-е место во Второй лиге СССР 1990
4. ↑  после сезона 1994 «Волна» в связи с финансовыми трудностями прекратила существование в межсезонье

Кубок России

без учёта мячей забитых в сериях послематчевых пенальти
без учёта технических результатов

| Сезон             | Кубок России | Кубок России | Кубок России | Кубок России | Кубок России | Кубок России | Кубок России | Кубок России |
| Сезон             | И            | В            | Н            | П            | МЗ           | МП           | РМ           | Итог         |
| ----------------- | ------------ | ------------ | ------------ | ------------ | ------------ | ------------ | ------------ | ------------ |
| 1992              | 1            | 0            | 0            | 1            | 0            | 1            | -1           | 1/16 финала  |
| 1993              | 1            | 0            | 0            | 1            | 1            | 11           | -10          | 1/16 финала  |
| 1994              | 3            | 1            | 1            | 1            | 4            | 2            | +2           | ⅛ финала     |
| Итого за 3 сезона | 5            | 1            | 1            | 3            | 5            | 14           | -9           |              |

- 1992 | 1/16 | Волна — СиМ-Россия (Москва) 0:1

- 1993 | 1/16 | Волна — ЦСК ВВС (Самара) 1:11  Гальмина

- 1994 | 1/32 | Волна — Казань (Казань) 4:0 , , ,
- 1994 | 1/16 | Волна — Идель (Уфа) 0:0 (пен. 4:2)
- 1994 | 1/8 | Сююмбике-Зилант (Зеленодольск) — Волна 2:0

## Игроки
- Алла Сметанина - игрок сборной России[7]